# Jean-Claude Ndagijimana
Jean-Claude Ndagijimana (né le 26 novembre 1984 au Rwanda) est un footballeur rwandais, qui évoluait au poste de gardien de but.

## Biographie

### Carrière en sélection
Il dispute avec l'équipe du Rwanda un match rentrant dans le cadre des éliminatoires de la Coupe d'Afrique des nations, et un match comptant pour les éliminatoires de la Coupe du monde.
Il participe avec l'équipe du Rwanda à la Coupe d'Afrique des nations 2004 organisée en Tunisie, en tant que gardien remplaçant.